# Acide tranexamique
L’acide tranexamique est un dérivé synthétique de la lysine utilisé en médecine. Cette molécule se retrouve dans les médicaments Lysteda, Cyklokapron (États-Unis), Transamin ou Transcam en Asie, Espercil en Amérique du Sud et Exacyl ou Spotof en Europe. La prescription de ces médicaments se fait en cas de saignement excessif, en visant une inhibition du système fibrinolyse. Le mécanisme d’action de l'acide tranexamique repose sur un blocage de la formation de plasmine, par inhibition de l’activité protéolytique des activateurs du plasminogène ; il en résulte en dernier lieu une inhibition de la dissolution du caillot (fibrinolyse).
Il est donc décrit comme un antifibrinolytique (inhibiteur de la fibrinolyse).

## Origine et fabrication
L’acide tranexamique est une substance de synthèse, qui ressemble à la lysine.
Son activité antifibrinolytique a été découverte dans les années 1950.

## Chimie
L’acide tranexamique consiste en une fonction acide carboxylique et une fonction aminométhyl branchées en 1,4 (para) sur un cyclohexane. Les deux atomes de carbone du cycle portant ces fonctions ne sont pas chiraux car la disposition para des deux fonctions chimiques fait que chacun de ces deux atomes de carbone voit deux de ses substituants identiques. L’acide tranexamique n'a que deux stéréoisomères : le cis qui possède les deux fonctions du même côté du cycle (les deux fonctions dans deux positions opposées, axiale/équatoriale, et donc nommé aussi (s,s)-acide tranexamique) et l'isomère trans représenté sur la figure à droite (les deux fonctions de part et d'autre du cycle, soit les deux en position axiale ou équatoriale et donc nommé aussi (r,r)-acide tranexamique).

## Mécanisme d’action
L’acide tranexamique bloque la fixation du résidu lysine de la fibrine par la plasmine, l’enzyme responsable de la fibrinolyse. L’action normale de la plasmine, à savoir dissoudre le caillot (fibrinolyse) est ainsi bloquée. À faible dose, l’acide tranexamique agit comme un inhibiteur compétitif de la plasmine, et à dose élevée comme inhibiteur non compétitif.

## Pharmacocinétique
La biodisponibilité de l’acide tranexamique s’élève à 30-50 % après administration orale. Le volume de distribution est de 9-12 L. La demi-vie s’élève à 2 heures.
L’acide tranexamique n’est que très légèrement métabolisé dans le foie. Les métabolites retrouvés dans l’urine sont l’acide carboxylique (1 % de la dose administrée) et la forme acétylée de l’acide tranexamique (0,1 % de la dose administrée).
Il est excrété à 95 % par les reins et les voies urinaires (élimination par voie rénale).

## Interactions médicamenteuses
En cas d’administration concomitante d’acide tranexamique et de facteur IX, on observe un risque de thrombose élevé.

## Efficacité
Il n'existe pas de preuve convaincante de son efficacité lors des actes chirurgicaux. Par contre, il diminue significativement les saignements et la mortalité consécutive à ces derniers au cours de traumatismes à condition que son administration soit précoce. Si cette dernière est tardive, son utilisation peut être délétère.
Il permet de limiter les pertes sanguines postopératoires lors d'une chirurgie orthopédique, sans majoration du risque thromboembolique dans le cadre d’une prophylaxie concomitante par anticoagulant oral.

## Indications
- Extractions dentaires ou hémorragies gingivales en cas d’hémophilie, pour empêcher ou diminuer les hémorragies.
- Hyperfibrinolyse généralisée et / ou locale : diminution de l’hyperfibrinolyse provoquée soit par l’excédent de plasmine (hyperplasminémie), soit par suite d’un traitement thrombolytique, par exemple par la streptokinase. Une fibrinolyse locale accrue est susceptible de se manifester à la suite d’une opération de la prostate et d’interventions au niveau des voies urinaires, en cas d’hémorragies récidivantes au niveau du tractus gastro-intestinal, de colite ulcéreuse, d’hyperménorrhée essentielle ou causée par un dispositif intra-utérin DIU (règles plus abondantes), d’hémorragie nasale ainsi qu’après des extractions dentaires chez les patients montrant des troubles de la coagulation (coagulopathie).
- Antidote pour les fibrinolytiques. L’acide tranexamique est encore utilisé comme antidote en cas d’inhibition des fibrinolytiques tels que la streptokinase. Alternativement, on donne dans ce cas aussi l’inhibiteur de la protéinase (antiplasmine) Aprotinine (en) (Trasylol).
- Angio-œdème héréditaire (AOH).
- Polytraumatisé : administré précocement, l'acide tranexamique réduit les besoins transfusionnels par son action sur la coagulopathie liée à la transfusion massive [7].

## Effets indésirables
- Réactions allergiques : celles-ci surviennent tant au niveau systémique (sur tout le corps) que sous forme d’éruptions cutanées.
- Formation de thrombose : l'acide tranexamique peut notamment chez les patients présentant une tendance congénitale ou acquise aux thromboses (thrombophilie) entraîner la formation ou l’accroissement des thromboses. Les thromboses peuvent ensuite provoquer des embolies (embolie pulmonaire, accident vasculaire cérébral).
- Risque d’accident vasculaire majoré en cas de fibrillation auriculaire.
- Troubles visuels. Dans les essais animaux, des lésions de la rétine ont été observées.

Il semble exister une discrète augmentation des accidents neurologiques ou du risque de convulsions après certaines interventions.

## Contre-indications
- Allaitement, l'acide tranexamique passe dans le lait maternel (à très faibles concentrations).
- les hémorragies des voies urinaires, en raison des risques d'obstructions de l’uretère avec rétention urinaire consécutive.
- Présence de thromboses, l’administration d’acide tranexamique favorisant les thromboses (préexistantes).
- Maladie infectieuse avec coagulation intravasculaire disséminée.

## Composition et formes d’administration
- 1 comprimé pelliculé contient 500 mg d’acide tranexamique.
- 1 ampoule de 5 ml contient 500 mg d’acide tranexamique.

## Divers
L'acide tranexamique fait partie de la liste des médicaments essentiels de l'Organisation mondiale de la santé (liste mise à jour en avril 2013).